# 斑北鰍
斑北鰍（學名：Lefua echigonia）為輻鰭魚綱鯉形目條鰍科北鰍屬的其中一種，分布於亞洲日本四國、本州淡水流域，為特有種，本魚體粗短呈圓柱形，體色為褐色至紅褐色，全身散佈黑色斑點，鬍鬚有4對，背鰭軟條7-8條、臀鰭軟條6條，體長可達11公分，棲息於水溫低、水流平緩的河流、濕地、稻田等處，通常單獨游動於中間層的水生植物之間，屬雜食性，吃魚、甲殼類、藻類等為食。繁殖季在每年3月至6月，幾隻雄性會追踪一隻雌性，並在水生植物、水中的枯草和落葉上產下球形和粘性的卵。產卵後2至3天孵出產卵，1至2年出生魚苗成熟，可做為觀賞魚，因棲地破壞，野外數量正逐漸減少。

## 外部連結
- 環境省 自然環境局 生物多様性センター （页面存档备份，存于）
  - 生物多様性情報システム （页面存档备份，存于）
- 青山茂、「ホトケドジョウとナガレホトケドジョウの成長の比較例」 伊豆沼・内沼研究報告 2014年 8巻 p.45-50,

## 扩展阅读
維基物種上的相關：斑北鰍